# مسجد بني عبد الأشهل
مسجد بني عبد الأشهل من الأوس، ويقال له مسجد واقم يقع في المدينة المنورة، وهو أحد المساجد التي صلى فيها الرسول ﷺ.

## ماذكره المؤرخون

### السمهودي
ولأبي داود والنسائي عن كعب بن عمرة أن النبي ﷺ أتى مسجد بني الأشهل فصلى فيه المغرب فلما قضوا صلاتهم رآهم يسبحون بعدها فقال هذه صلاة البيوت ولأحمد وأبن شبة وأبن ماجة من طريق نحوه وليحيى في خبر عن محمد بن عمر قال قالوا وربما خرج رسول الله ﷺ إذا صلى الظهر إلى مسجد بني عبد الأشهل فيصلي العصر والمغرب فيه ولم تكن دار كان رسول الله ﷺ أكثر لها غنيانا من دار بني الأشهل قبل وفاة سعد بن معاذ وبعد وفاته قال المطري ودارهم قبليّ دار بني ظفر مع طرف الحرّه الشرقية المعروفة بحرة واقم والصواب إنها في شامي بني ظفر بالحرّة المذكورة بين بني ظفر وبني حارثة بجهة القرصة وهي ضيعة سعد بن معاذ كما سيأتي.

## موقعه
يقع مسجد واقم في منازل بني عبد الأشهل التي شملت مافي شرقي حَرَّة واقم وامتدت إلى سند حرة واقم إلى الجنوب والجنوب الشرقي حتى منخفض الحَرَّة بما في ذلك منطقة العُرَيْض إلى جوار بني حارثة وامتدت في الحرة جنوباً وجنوب شرق منطقة العُرَيْض وفي اتجاه الغرب وحتى شمال منازل بني ظَفَر في الحَرَّة.